# Ich hab mich am Rhein in ein Mädel verliebt
Ich hab mich am Rhein in ein Mädel verliebt lautet die Anfangszeile des Refrains zu einem Marschlied, das der Pianist, Komponist und Musikverleger Austin Egen 1927 gemeinsam mit Franz Doelle komponierte. Fritz Rotter verfasste den Text.
Das Lied erschien im Verlag von C. M. Roehr und wurde in der Revue Die Welt applaudiert (auch: Alles nackt!) eingesetzt, die James Klein im Herbst 1927 in der Komischen Oper Berlin mit mehreren Schlagern von Franz Doelle und Austin Egen aufführte.
Der Text von Fritz Rotter wurde auch auf Liedpostkarten verbreitet; daneben gab es Serien von Motivpostkarten mit gestellten Photos, unter denen Zeilen des Refrains abgedruckt waren.
Es ist eines der zahlreichen Rhein- und Weinlieder, die in der zweiten Hälfte der Weimarer Republik in der patriotischen Begeisterung nach der Räumung des Rheinlandes von der alliierten Besatzung Konjunktur hatten.
Es erschien in der Interpretation populärer Sänger wie Franz Baumann, Max Kuttner oder Harry Steier auf mehreren Grammophonplatten führender Hersteller und wurde auch im Rundfunk gesendet.

## Tondokumente (Beispiele)
- Electrola E.G.684 / 8-42 061 (Matr. Bw 1087) Franz Baumann (Ges.) mit Orchester – aufgen. 1927
- Tri-Ergon T.E. 5094 (Matr. 01025) Franz Baumann (Ges.) mit Trio-Begleitung
- Homocord Electro 4-2570 (Matr. M 19 862) Franz Baumann (Ges.) „der bekannte Rundfunktenor“ mit Orchesterbegleitung[8]
- Vox 8582 E (Matr. 2237-BB) Gabriel Formiggini mit seinem Orchester, Refraingesang Max Kuttner[9]
- Odeon O-2336 a (Be 6480) Harry Steier, Gesang, mit Ensemble und Orchester
- Clausophon 482 (Matr. 5826) Jazz-Orchester Faconi vom Palais am Zoo, mit Gesang

Der Titel erschien auch auf Notenrollen für Orchestrions und elektrische Klaviere.

## Abbildungen
- Notentitel
- Austin Egen im Taschenalbum “Künstler am Rundfunk” von 1932, Seite 89.
- PM 6076/1 bis PM 6076/6 Bildpostkartenserie 1-6 a.d. Sammlung Giesbrecht, Univ. Osnabrück